# Tašuľa
Tašuľa (Hongaars: Tasolya) is een Slowaakse gemeente in de regio Košice, en maakt deel uit van het district Sobrance.
Tašuľa telt 195 inwoners.